# Ataque contra a Seleção Togolesa de Futebol em 2010
O Ataque contra a Seleção de Futebol de Togo em Angola em 2010 foi um ataque em que rebeldes separatistas de Cabinda, enclave da província angolana localizada entre o Congo e a República Democrática do Congo (RDC), ocorrido em 8 de janeiro de 2010, quando o autocarro/ônibus foi atacado pelos rebeldes. Do ataque resultaram três mortos e nove feridos.

## Ataque

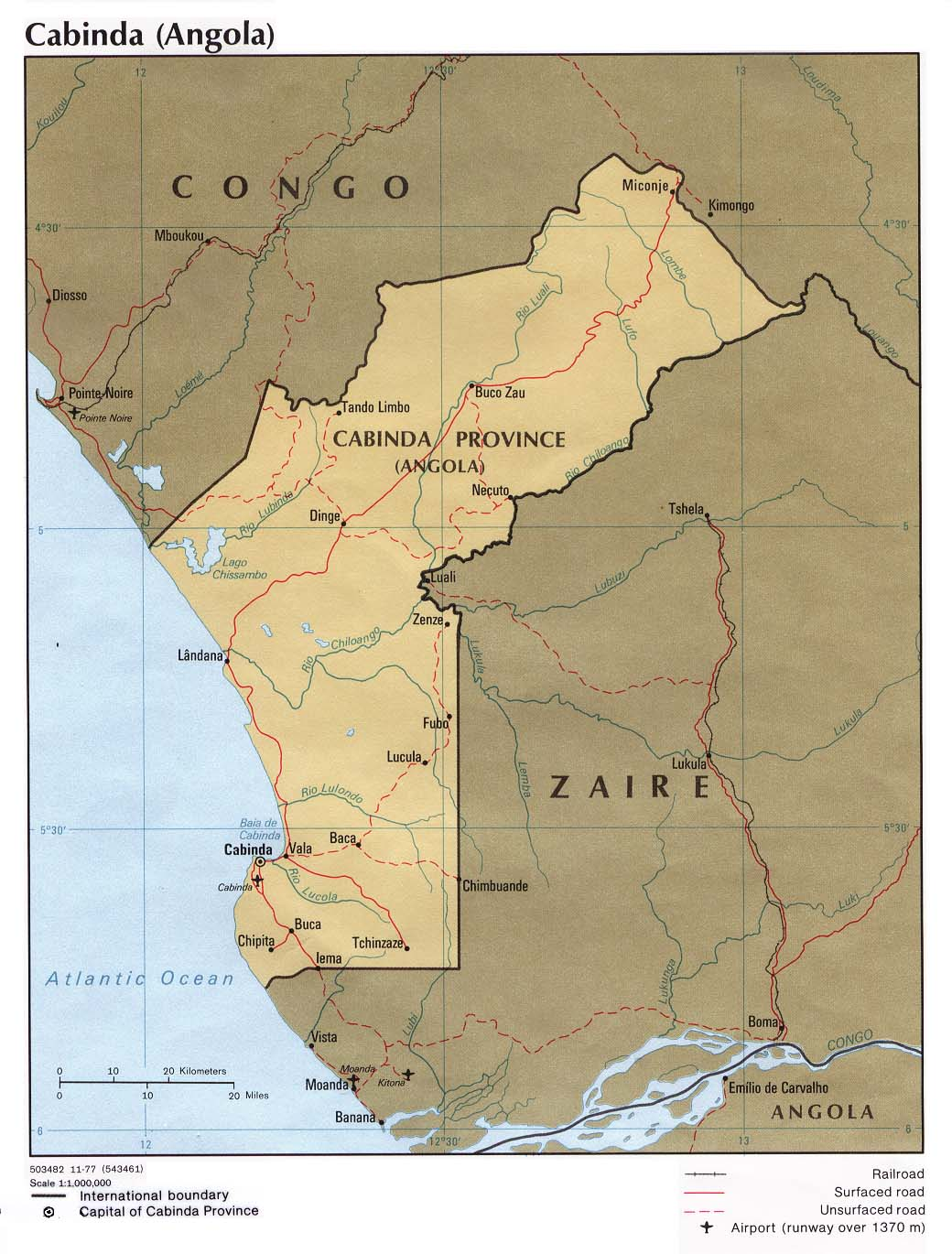
Mapa de Cabinda, o local do ataque.

Em 8 de Janeiro de 2010, o ônibus/autocarro da equipe nacional de Togo foi atacado por homens armados que viajavam entre o Congo e Angola para o Campeonato Africano das Nações. O ônibus ficou sob fogo de metralhadora imediatamente após ter atravessado a fronteira da República da Congo para o enclave angolano de Cabinda.
O cerco durou menos de 30 minutos. O motorista do ônibus foi morto, mas os passageiros se esconderam embaixo dos assentos.[carece de fontes?] A equipe de segurança de cerca de 10 homens em dois carros que viajam com a equipe envolveu-se numa troca de tiros com os atacantes.
O defesa do Vaslui, Serge Akakpo, foi gravemente ferido e perdeu muito sangue, como foi o guarda-redes/goleiro Kodjovi Obilalé. Juntamente com os dois jogadores, o vice-presidente da Federação Togolesa de Futebol, Gabriel Ameyi e sete membros, incluindo um jornalista e dois da equipa os médicos ficaram feridos. Emmanuel Adebayor disse que o ataque foi "uma das piores situações em que já estive em toda a minha vida." Como foi um dos menos afetados, ele teve que ajudar a transportar os seus companheiros para o hospital. O meio-campista Thomas Dossevi disse: "Foi um verdadeiro inferno. Vinte minutos de tiros, sangue e medo". Já o lateral Richmond Forson declarou: "O ônibus que transportava a bagagem foi marcado. Talvez eles pensaram que nós estávamos lá. Então, eles abriram fogo, mesmo contra os nossos treinadores. Foi terrível." Dossevi disse que a equipe foi "metralhada como cães."
O grupo de guerrilha separatista angolana Frente para a Libertação do Enclave de Cabinda (FLEC) reivindicou a responsabilidade pelo ataque. A declaração, assinada pelo secretário-geral da FLEC, Rodrigues Mingas, referia: "Esta operação é apenas o começo de uma série de ações planejadas que continuarão a ter lugar em todo o território de Cabinda".

## Vítimas do ataque

### Mortos
- Améleté Abalo (auxiliar-técnico do Togo e treinador do ASKO Kara; morte confirmada às 4 da tarde - horário local)
- Stanislas "Stan" Ocloo (assessor de imprensa e comentarista de TV; morte confirmada às 4:30 da tarde - horário local)
- Mário Angoua (motorista do ônibus da Seleção Togolesa; morreu na hora)

### Feridos
- Kodjovi Obilalé (goleiro-reserva; atingido na região lombar, a bala se desfez em vários pedaços e passando por seu estômago)
- Serge Akakpo (defensor; ferido gravemente, se recuperou dos ferimentos)
- Hubert Velud (treinador)
- Waké Nibombé (treinador de goleiros)
- Elista Kodjo Lano
- Divinelae Amevor (fisioterapeuta)
- Tadafame Wadja (médico)

## O abandono
As consequências do atentado em Cabinda foram bastante sentidas pelo Togo: o time ameaçou convocar um boicote à CAN em decorrência do ataque, e os meias Thomas Dossevi e Alaixys Romao declararam não ter nenhum interesse em atuar no torneio em situação tão caótica. Em seguida, a Seleção Togolesa anunciou sua desistência da CAN.
No entanto, a equipe chegou a repensar o abandono da competição, e dois jogadores disseram que o time poderia disputar a CAN "em memória das vítimas do atentado em Cabinda". Dossevi afirmou que Togo deveria participar do torneio "para honrar as cores nacionais, os valores dos atletas e de que eles eram homens de verdade". Mas o governo togolês optou em chamar o time de volta ao país.

## Consequências
O Comitê Organizador da Copa Africana de Nações (COCAN) fez pronunciamentos contra a delegação do Togo; Virgílio Santos, membro do Comitê, disse: "As regras eram claras: nenhuma equipe deve viajar de ônibus. Não sei o que levou o Togo a fazer isto".
Em 11 de janeiro, o Togo acabaria sendo desclassificado da CAN. A equipe havia deixado Angola no dia anterior, e um porta-voz da Confederação Africana de Futebol disse: "A equipe está desclassificada. e este Grupo - B - será composto por apenas três times". Segundo Christopher Tchao, ministro dos esportes do Togo, o pedido de regressar à CAN foi arquivado apesar de poder render homenagem às vítimas do ataque em Cabinda.

## Reações ao atentado
O ministro angolano António Bento Bembe referiu-se ao atentado de Cabinda como "um ato terrorista", e reforçou a segurança para a disputa da CAN. Martin O'Neill e Moustapha Salifou, respectivamente treinador e meio-campista do Aston Villa, expressaram comoção no site da Seleção Togolesa; Manchester City e Portsmouth mostraram dúvidas sobre a segurança de atletas dos dois clubes; outros atletas africanos, como o sul-africano Benni McCarthy e o malinês Mohamed Sissoko, condenaram o atentado.
Danny Jordaan, organizador da Copa de 2010, disse que o ataque não afetaria a segurança do torneio. O primeiro-ministro togolês Gilbert Houngbo decretou luto oficial de três dias em todo o país.
Emmanuel Adebayor, capitão e principal jogador togolês, anunciou que não defenderia mais sua Seleção, por se sentir horrorizado com o ataque ocorrido em Cabinda. Porém, voltou a ser convocado em novembro de 2011.